# Palais Gopcevich
Le Palais Gopcevich, actuel Musée du Théâtre Civique Carlo Schmidl est situé à Trieste, dans le centre-ville, à Borgo Teresiano, sur les rives du Grand Canal. 

## Le palais
Le musée est logé dans le site d'exposition municipal du palais Gopcevich, avec son plâtre blanc et rouge particulier. Le bâtiment a été construit en 1850 pour le compte de l'armateur serbe Spiridione Gopcevich. La façade surplombant le canal, de style éclectique, composée d'un motif grec rouge et jaune, est également enrichie de statues, frises et médaillons qui rappellent les protagonistes de la bataille de la Plaine des Merles (Kosovo Polje) de 1389. L'intérieur du bâtiment comprend des pièces d'un raffinement considérable, tant au niveau du mobilier que des sols incrustés et des plafonds décorés. La dernière restauration radicale remonte à 1988.

## Le musée
Le musée est né en décembre 1924 grâce à la volonté de Carlo Schmidl, éditeur de musique et collectionneur, et hébergé de 1924 à 1991 au théâtre d'opéra Giuseppe Verdi à Trieste ; à la suite de la rénovation de ce dernier, les collections ont été temporairement transférées au Palazzo Morpurgo via Imbriani en 1992, pour ensuite trouver un emplacement définitif dans le prestigieux Palazzo Gopcevich avec son inauguration le 16 décembre 2006.
Le musée documente l'histoire théâtrale et musicale de Trieste au cours des deux derniers siècles, avec une collection d'affiches, de photographies, de costumes de scène et l'histoire des bâtiments théâtraux. La collection d'instruments de musique, dont le pianoforte, l'harmonium et les instruments mécaniques tels que l'autopiano, est particulièrement intéressante. Le musée possède également une impressionnante bibliothèque et des archives d'importance internationale, y compris une grande collection d'affiches et de programmes.

## liens externes
- Notices d'autorité :   - VIAF
  - IdRef
  - LCCN
  - GND
  - Italie
  - WorldCat